# Francisco Pi y Margall
Francisco Pi y Margall (Barcelona, 29 de abril de 1824-Madrid, 29 de noviembre de 1901) fue un político, ensayista e historiador español de ideología republicana federal, presidente del Poder Ejecutivo de la Primera República.
Pi y Margall, que estudió Derecho, fue partidario de un modelo federal para el Estado, conjugando influencias de Proudhon, el socialismo democrático y el socialismo libertario. Contrario a la monarquía en cualquiera de sus variantes y formas, participó activamente en la oposición a la misma, por lo que sufrió censura, cárcel y exilio. Después de la Revolución Gloriosa fue diputado en Cortes, donde dirigió el Partido Federal, y ministro de la Gobernación con Estanislao Figueras. Tras la dimisión de este, las Cortes le eligieron presidente, cargo que asumió el 11 de junio de 1873 y desde el cual se enfrentó a la Tercera Guerra Carlista y la Revolución Cantonal, defendiendo el Proyecto de Constitución Federal de 1873. Se vio obligado a dimitir poco más de un mes después, el 18 de julio, ante la imposibilidad de desarrollar su labor de gobierno tras el Cantón de Cartagena.
Como intelectual se dedicó esencialmente a la historia, la filosofía y el arte. Se le considera como uno de los intelectuales representativos del pensamiento más avanzado de la segunda mitad del siglo XIX. Escribió multitud de obras y fue redactor y director de varios periódicos. Tuvo contacto con las grandes figuras de la intelectualidad europea de la época, lo que le granjeó una enorme reputación en España y fuera de ella. Con una biografía intachable debida a su honradez, acompañada por una dedicación intensa a sus principios políticos, se ha convertido en un referente de la tradición democrática española. Fue padre de los también políticos Francisco Pi y Arsuaga y Joaquín Pi y Arsuaga.

## Primeros años de Francisco Pi y Margall

### Infancia y formación
Nació el 29 de abril de 1824 en Barcelona, hijo de un tejedor de velos asalariado; su inteligencia y ansias por saber comenzaron a desarrollarse con precocidad y con siete años ingresó en el seminario. Por esas mismas fechas nacería su hermano, el grabador y dibujante Joaquín Pi y Margall.
Por aquel entonces, una de las únicas maneras que tenían las gentes humildes de que sus hijos tuvieran estudios era logrando que los admitiesen en los seminarios, donde eran instruidos en latín y teología. Tras su paso por el seminario, y a la edad de diecisiete años, Francisco Pi y Margall accedió a la Universidad de Barcelona, donde completó sus estudios de Filosofía y posteriormente comenzó la carrera de Leyes, sufragándose sus estudios dando clases particulares.
Desde muy pequeño sintió atracción por la literatura; pasión que desarrolló colaborando con el grupo de escritores románticos catalanes, sobre todo con Manuel Milá y Fontanals y Pablo Piferrer.
Entre 1842 y 1846 se publicó por entregas «Cataluña», primer y único volumen de España: obra pintoresca en láminas, una ambiciosa obra ilustrada con texto a cargo de Pi y Margall que pretendía recoger todas las regiones de España. En una época en la que se desarrollaba la regencia de Espartero, en 1842 Barcelona se sublevó contra la política del regente provocando el bombardeo de la ciudad desde la fortaleza de Montjuich.

### En Madrid, un hombre de letras
Más tarde, en 1847 se trasladó a Madrid, donde se doctoró en Derecho a la edad de veinticuatro años. Se costeó los estudios dando clases y publicando diversos artículos y haciendo crítica teatral en el diario El Correo, e incluso trabajando en la banca catalana como publicista. Pronto dejó de trabajar en el diario, el cual cerró por la publicación de unos polémicos artículos sobre el catolicismo, la historia y la economía política de Pi y Margall durante el gobierno de Narváez.
En 1849, ya adelantó algunas de sus futuras posiciones políticas criticando severamente el sistema de partidos vigente en la España isabelina. Consideraba que todas las formaciones (Unión Liberal, Partido Moderado y Partido Progresista) mantenían la imposibilidad de la llegada de una verdadera democracia a España.
Al morir su amigo Piferrer se encargó de los Recuerdos y bellezas de España, una obra compuesta por litografías sobre paisajes españoles; terminando el volumen de Cataluña y empezando el de Andalucía, para lo cual se desplazó hasta allí en múltiples ocasiones. En 1851 comenzó la Historia de la pintura, que fue prohibida acusada de contener ataques al cristianismo. Los obispos y arzobispos presionaron de tal manera sobre el gobierno de Bravo Murillo, que este tuvo que ordenar la recogida de la obra. Tanto Pi y Margall como el editor se libraron de los tribunales porque la denuncia interpuesta no fue admitida por estar fuera de plazo. Por supuesto, Pi y Margall tuvo que abandonar la redacción de Recuerdos y bellezas de España y renunciar a la publicación de todo el material que había preparado. Sus artículos en los periódicos tuvieron que aparecer con seudónimo y todos los rayos de la reacción cayeron otra vez sobre su cabeza cuando ese mismo año presentó sus Estudios sobre la Edad Media, obra que también fue prohibida por la Iglesia católica española y que no fue publicada hasta 1873.

### Familia
En 1854, tras la Vicalvarada, intentó evitar una detención por parte de la policía refugiándose en Vergara (Guipúzcoa), que aún conservaba parte de sus antiguos fueros. Allí se dedicó al estudio del País Vasco, reflexiones que finalmente fueron publicadas en El Museo Universal bajo el título Historias y costumbres del pueblo vasco. En Vergara conoció a Petra Arsuaga Goicoechea, vecina de la localidad y con quien mantuvo un breve noviazgo. Se casaron el 22 de junio de 1854 y fruto de ese enlace nacieron varios hijos, de los cuales solo vivieron tres: Francisco que fue varias veces diputado en Cortes tras la muerte de su padre; Joaquín, que trabajó en la edición y conclusión de las obras de su padre; y su hija Dolores.

### El hombre político
En 1848 ingresó en el Partido Democrático y en 1854 dejó de ser un hombre de letras para dedicarse a la política. En pocos años se hizo notar en el partido comenzando a ganar popularidad entre sus compañeros y demás políticos del ala izquierda y socialista.
Participó directamente en la Revolución de 1854, siendo autor de una proclama radical, que no fue aceptada por la Junta revolucionaria, y del folleto El eco de la revolución, donde se pide el armamento general del pueblo y la convocatoria de Cortes Constituyentes por sufragio universal que estableciesen la libertad de imprenta, la de conciencia, la de enseñanza, la de reunión y la de asociación, entre otras más. Considerados como planteamientos demasiado avanzados para la época, tuvo que pasar un tiempo en prisión.

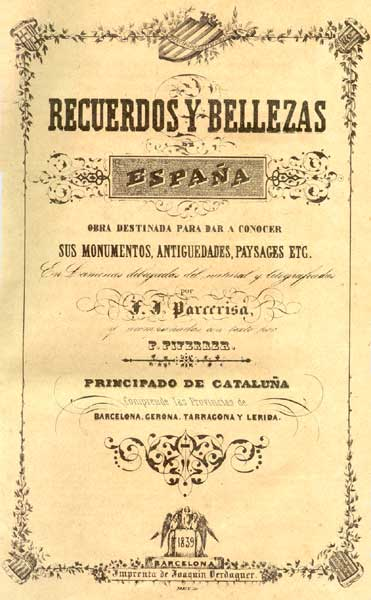
Portada de 1839 del ambicioso proyecto artístico-literario de once volúmenes titulado Recuerdos y bellezas de España.

En el mismo año expuso su doctrina política en La reacción y la revolución, donde ataca la monarquía, la propiedad omnímoda y el cristianismo, y esboza como solución la revolución democrática de base popular. En ella aparecen nítidamente las definiciones democráticas radicales, superadoras del propio liberalismo y uno de los puntos de partida de futuras definiciones socialistas no burguesas. Aunque la obra ya contenga las doctrinas federalistas que defenderá durante su presidencia, la idea principal que desarrolla es la libertad y la soberanía individual, que puso por encima de la soberanía popular y por lo que ha sido reivindicado por los ácratas en algunas ocasiones.
Durante el Bienio Progresista, el pueblo de Barcelona propuso a Pi y Margall como candidato a diputado en las Cortes de ese año (1854), mas no saldría elegido. En la segunda vuelta, por pocos votos de diferencia, fue derrotado por el general Prim, miembro del Partido Progresista. Sus diferencias con los progresistas y con un amplio sector de su partido se fueron acentuando. Conforme iba aumentando su actividad política y su prestigio, fue recibiendo ataques de «inflexible» o «doctrinario», lo que minó su capacidad de influencia política. El exotismo de su pensamiento se hacía cada día más evidente, ya que por aquel entonces su discurso era muy crítico con el centralismo y la situación social.
En 1856 fundó la revista La Razón, pero la reacción moderada propició la caída de la publicación, tras lo cual se retiró a vivir a Vergara, de donde regresó para trabajar en La Discusión (1857), periódico del que acabó siendo director en 1864. En él redactó artículos pioneros sobre la cuestión social española, como «Las clases jornaleras», «El socialismo» o «La democracia y el trabajo». Pi y Margall había establecido contactos con organizaciones obreras, daba conferencias y redactaba documentos, comenzando a dar lecciones de política y economía en una habitación de la calle Desengaño donde había establecido un bufete de abogado en 1859. La afluencia de jóvenes de todas clases, de obreros y de intelectuales se fue haciendo en poco tiempo tan numerosa que llenaban pasillos y escalera. En estas lecciones y en estas conferencias, hasta que el gobierno las prohibió, comenzaron a exponerse las bases republicanas.
De esa época data su polémica con Castelar sobre la concepción individualista o socialista de la democracia —manteniendo él la segunda— provocando que la mayoría del partido encabezado por José María Orense negara públicamente que los socialistas fueran demócratas. Pi y Margall replicó con la denominada Declaración de los Treinta, cuyos treinta firmantes del partido calificaban de demócratas a ambas tendencias, y finalmente renunció a su puesto de director a los seis meses.

## El exilio

### Huida a Francia
Desde 1864 Pi y Margall conspiró en contra de la monarquía. Los sucesivos fracasos de las insurrecciones promovidas por Prim para obligar a Isabel II a llamar al gobierno a los progresistas, culminaron en la sublevación del cuartel de San Gil y el fusilamiento de decenas de sargentos de ese cuartel.
Narváez, desde el gobierno, desató la consiguiente represión generalizada. La mayoría de los demócratas y de los progresistas tuvieron que escapar a Francia para sentirse a salvo. En la noche del día 2 de agosto la policía asaltaba la vivienda de Pi y Margall. Afortunadamente, alguien le había avisado poco antes y tuvo tiempo para escapar y evitar su detención. Permaneció escondido unos días hasta que pudo iniciar la huida a Francia y llegar a París, lo que le impidió participar en la Revolución de 1868.

### Un tiempo de reflexión
La estancia en París le permitió profundizar en el conocimiento de Proudhon, de quien ya conocía su Filosofía de la miseria, lo que ejerció una notable influencia en su pensamiento llegando a traducir al español El principio federativo y La filosofía del progreso, afirmándole en sus convicciones federalistas y fomentando de este modo indirectamente el naciente anarquismo hispano.
Mientras se dedicaba a la abogacía, Pi y Margall aprovechó este periodo para ponerse en contacto con los núcleos positivistas liderados por Auguste Comte, lo que le ayudó a matizar su hegelianismo inicial y madurar su ideología revolucionaria, basada en la destrucción de la autoridad para sustituirla por el libre pacto constitutivo de la federación.

### Situación en España
En septiembre de 1868, el almirante Topete sublevó a la escuadra en Cádiz; Prim se incorporó desde Gibraltar y llegaron para adherirse los generales confinados en Canarias. Las guarniciones se fueron sumando a la sublevación y Prim, a bordo de la fragata Zaragoza, iba ganando para la revolución, una tras otra, todas las capitales costeras del litoral mediterráneo. Dimitió González Bravo y la reina Isabel II nombró presidente del gobierno al general José Gutiérrez de la Concha. El ejército realista que mandaba el general Pavía fue derrotado en la batalla del puente de Alcolea por las fuerzas a las órdenes del general Serrano. El 30 de septiembre Isabel II y su corte salieron de San Sebastián y cruzaron la frontera francesa. Sin embargo, Pi y Margall no regresó a España y prolongó voluntariamente su exilio en París. Desconfiaba de los generales y pensaba que el nuevo régimen tampoco iba a acometer las reformas fundamentales que el país necesitaba.

## La revolución democrática

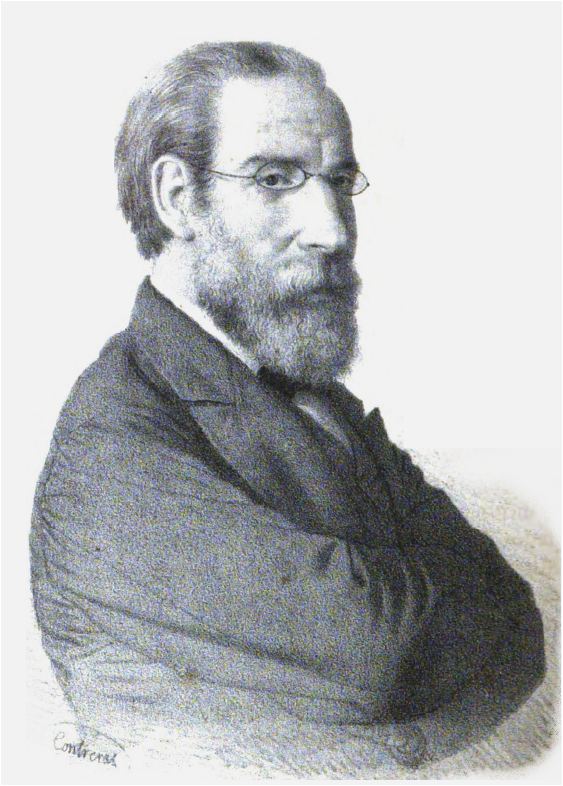
Pi y Margall en 1869.

### Diputado
Con la revolución de La Gloriosa, Pi y Margall se decidió a regresar de su exilio en París. El Gobierno provisional estableció las libertades fundamentales y el 18 de diciembre de 1868, por primera vez en España, se celebraron unas elecciones municipales por sufragio universal. Luego, en enero, se celebrarían las elecciones a Cortes.
El Partido Democrático se dividió en dos: los partidarios de la monarquía democrática y los partidarios del régimen republicano y federal. Pi y Margall, sin haber participado en la campaña electoral, fue uno de los 85 republicanos que obtuvo el acta de diputado. Con la división del partido apareció el Partido Republicano Democrático Federal en el que Pi y Margall iría destacando entre la minoría republicana.
Pi y Margall nunca quiso servir de apoyo a los monárquicos ni ayudarles, de ahí su oposición a la Constitución de 1869, pero con 214 votos a favor y 55 en contra, la constitución de carácter monárquico-democrático se aprobó en las Cortes y se estipuló la búsqueda de un nuevo rey para España. Los republicanos, detractores de la monarquía viajaron por toda España predicando en su contra y deleitando al pueblo con los nuevos planteamientos de una república federal para España. Pi y Margall se convirtió poco a poco en el referente político e intelectual del republicanismo español.
Los republicanos empezaban a molestar al general Prim —encargado de encontrar nuevo rey— y por ello ofreció a Castelar y a Pi y Margall los cargos de ministros de Hacienda y Fomento; pero fue un vano intento de controlar al movimiento republicano, el cual ya no tenía marcha atrás. Mientras tanto, Pi y Margall había conseguido grandiosa popularidad en su partido, lo que le llevó a dirigirlo a partir de 1870, lo cual no era una posición fácil, ya que había una gran fragmentación dentro del republicanismo, así como sectores más intransigentes y otros más benévolos, partidarios de colaborar con la nueva situación.
Sin embargo, el programa de Pi y Margall estaba claro y se podía resumir en los siguientes puntos:
- La república federal como forma de gobierno, frente a cualquier forma de monarquía o república unitaria.
- Programa de reformas sociales basados en un socialismo reformista y democrático.
- Defensa de la vía legal y rechazo de la insurrección, lo que le enfrentó al cantonalismo.
- Organización del partido republicano única para toda España, con un programa único y una disciplina en el trabajo político.

Tras el rechazo de Pi y Margall al nombramiento de Amadeo de Saboya, comenzó para su partido una época inestable ya que sus partidarios debían situarse políticamente en una posición centralista que el Partido Republicano Democrático Federal no pudo ocupar por definición.

### Ministro de la Gobernación
El 11 de febrero de 1873, tras hacerse pública la abdicación de Amadeo de Saboya del trono de España mediante el Discurso de renuncia al Trono español de Amadeo, la Asamblea Nacional proclamó la Primera República.
Durante el primer gobierno de la República lo dirigió Estanislao Figueras, y este le encomendó a Pi y Margall que se ocupara del ministerio de Gobernación en el gabinete, desde donde frustró un intento de golpe de Estado contra el presidente. Durante su mandato también tuvo que organizar las elecciones que convocó Figueras por el enfrentamiento político y la parálisis parlamentaria en que vivía la nación. Pi y Margall organizó desde su ministerio unas elecciones excepcionalmente limpias. Además, en medio de los mil y un conflictos que aquejaban a España, Pi y Margall no abandonó sus preocupaciones sociales. En un discurso a las Cortes el 13 de junio de 1873, el ministro presentó un programa de reformas que incluían: restricción del trabajo de niños y mujeres, jurados mixtos y venta de bienes estatales en favor de las clases trabajadoras. Estas medidas fueron muy criticadas por los bakuninistas de la I Internacional, pero alabadas por Friederich Engels.
El primer gobierno republicano, muy débil, duró muy poco tiempo (12 de febrero a 11 de junio). Figueras, al no poder hacer frente a los problemas de España, se exilió a Francia y renunció al cargo.

## Presidente de la República

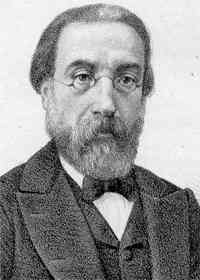
Pi y Margall.

Con la dimisión de Figueras, las Cortes Constituyentes eligieron al nuevo gobierno, en el que Francisco Pi y Margall fue nombrado presidente del Poder Ejecutivo.
Durante su presidencia impulsó el proyecto de Constitución de 1873, que nunca llegó a entrar en vigor. No obstante, el nuevo presidente recogió un programa amplio de reformas entre las que destacaron: reparto de tierras entre colonos y arrendatarios, restablecimiento del uso del ejército como medida de disciplina, separación entre la Iglesia y el Estado, abolición de la esclavitud, enseñanza obligatoria y gratuita, limitación del trabajo infantil, ampliación de los derechos de asociación, favorable a las nuevas asociaciones obreras y reducción de la jornada de trabajo.
Pi y Margall defendió la Constitución federal de 1873 y su programa de reformas contra viento y marea, sin embargo, el proyecto federalista que quería impulsar prefirió hacerlo de arriba-abajo en vez de abajo-arriba, como había defendido siempre: «La Federación de abajo arriba era entonces imposible: no cabía sino que la determinasen, en caso de adoptarla, las futuras Cortes (...) El procedimiento, no hay que ocultarlo, era abiertamente contrario al anterior: el resultado podía ser el mismo.» Frente a la federación de cantones, Pi y Margall defendía una república federal proclamada por ambas cámaras de las Cortes Constituyentes.

### Dimisión

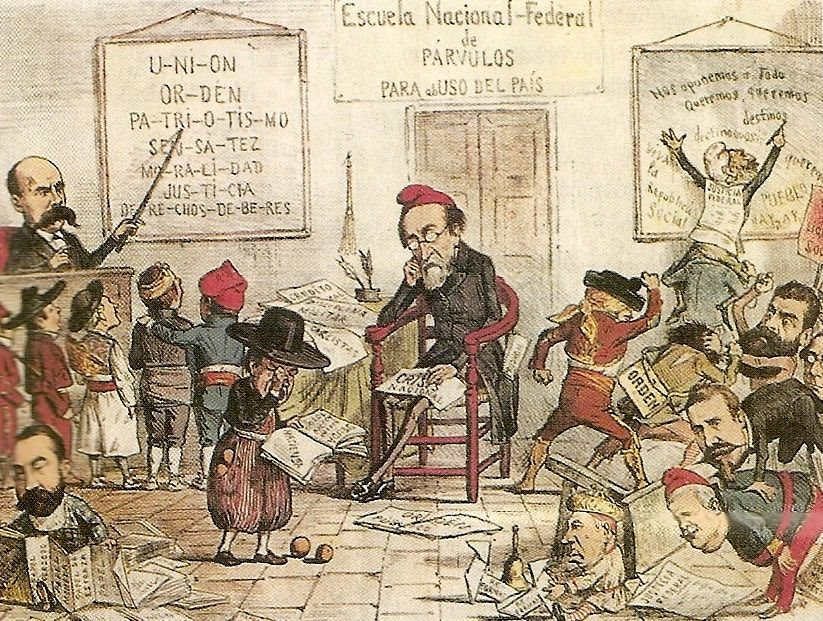
Pi y Margall se ve desbordado por el federalismo, representado en figuras infantiles ataviadas con los distintos trajes regionales.

A pesar de todas las reformas promulgadas y la propuesta de Constitución, los acontecimientos sobrepasaron a Pi y Margall. En algunas comunidades, viendo que el trámite legal de las medidas propuestas a favor del federalismo era muy lento, se declararon independientes adoptando su propia política, su propia policía, su propia emisión de moneda, levantando nuevas fronteras, leyes particulares, etc. Así surge el cantonalismo que se dio principalmente en la zona del Levante y Andalucía y causó un gran problema a la República. Su política desde el Gobierno le acarreará, no solo las críticas de la derecha por ser el padre intelectual del cantonalismo, sino también de los republicanos unitarios y de parte de la izquierda, que le consideró un legalista pacato que no supo proclamar la república federal por decreto sin esperar a las Cortes Constituyentes.
Ante este panorama, sumado a la guerra de independencia cubana, la guerra carlista y los intentos de sus opositores por vincular a Pi y Margall como líder del movimiento cantonal, este dimitió de su cargo el 18 de julio de 1873, tras largas e inútiles negociaciones, para no tener que utilizar la represión gubernamental contra los insurrectos cantonalistas.

Situación española en 1873-1874. En rojo, la Tercera Guerra Carlista. En amarillo, la Revolución cantonal.

Tiempo después, en su escrito La República de 1873, realizó un balance autocrítico retrospectivo de su gestión pública, reconociendo haber sido presa de un purismo legalista contrario a sus convicciones que le hizo titubear en el ejercicio del poder al servicio de la consolidación de la República. Azorín dijo de él: «En 1873 siendo ministro de Gobernación, pudo haber instaurado la república federal, con ocasión de las insurrecciones de Sevilla, Barcelona y Cartagena. Y este hombre que desde 1854 venía predicando la federación y consagrando a ella todas sus energías, ¡permaneció inerte!». Acorralado por la oposición unitaria y por los federalistas intransigentes que habían promovido la insurrección cantonal, Pi y Margall presentó su dimisión con motivo del cantón de Cartagena.

### Fin de la República
Tras su dimisión, las Cortes Constituyentes nombraron presidente a Nicolás Salmerón, teniendo como ministros de confianza a los mismos que tuvo Pi y Margall durante el anterior gobierno. Se pudo comprobar durante este gobierno el gran trabajo que Pi y Margall había realizado anteriormente como ministro de Gobernación. Al haber llevado una política austera sin realizar muchos gastos, la República contaba con grandes recursos. Sin embargo, el proyecto republicano y federalista fue aparcado tanto por Salmerón como por su sucesor Castelar.
Ante la negativa del presidente Nicolás Salmerón, alegando problemas de conciencia, a firmar ocho sentencias de muerte[cita requerida], este dimitió el 5 de septiembre. En las nuevas elecciones Emilio Castelar resultó ganador, por encima de Pi y Margall, candidato a presidente de nuevo. Con el fin de solucionar los problemas del país, Emilio Castelar consiguió atribuciones especiales temporales —hasta el 2 de enero de 1874— que le permitieron suspender las garantías constitucionales y la disolución de las Cortes hasta enero. Sin embargo, estas medidas excepcionales acabarían facilitando el final de la Primera República.
A grandes rasgos los gobiernos de la República se caracterizaron por tres problemas: el carlismo, la guerra de independencia cubana y el cantonalismo, además de la cantidad de conflictos internos entre los partidos.

## Restauración de la monarquía

### Golpe de Estado
Después de su dimisión como presidente, Pi y Margall intentó rehacer la alianza centro-izquierda, pero el golpe de Estado a manos del general Pavía frustró la iniciativa.

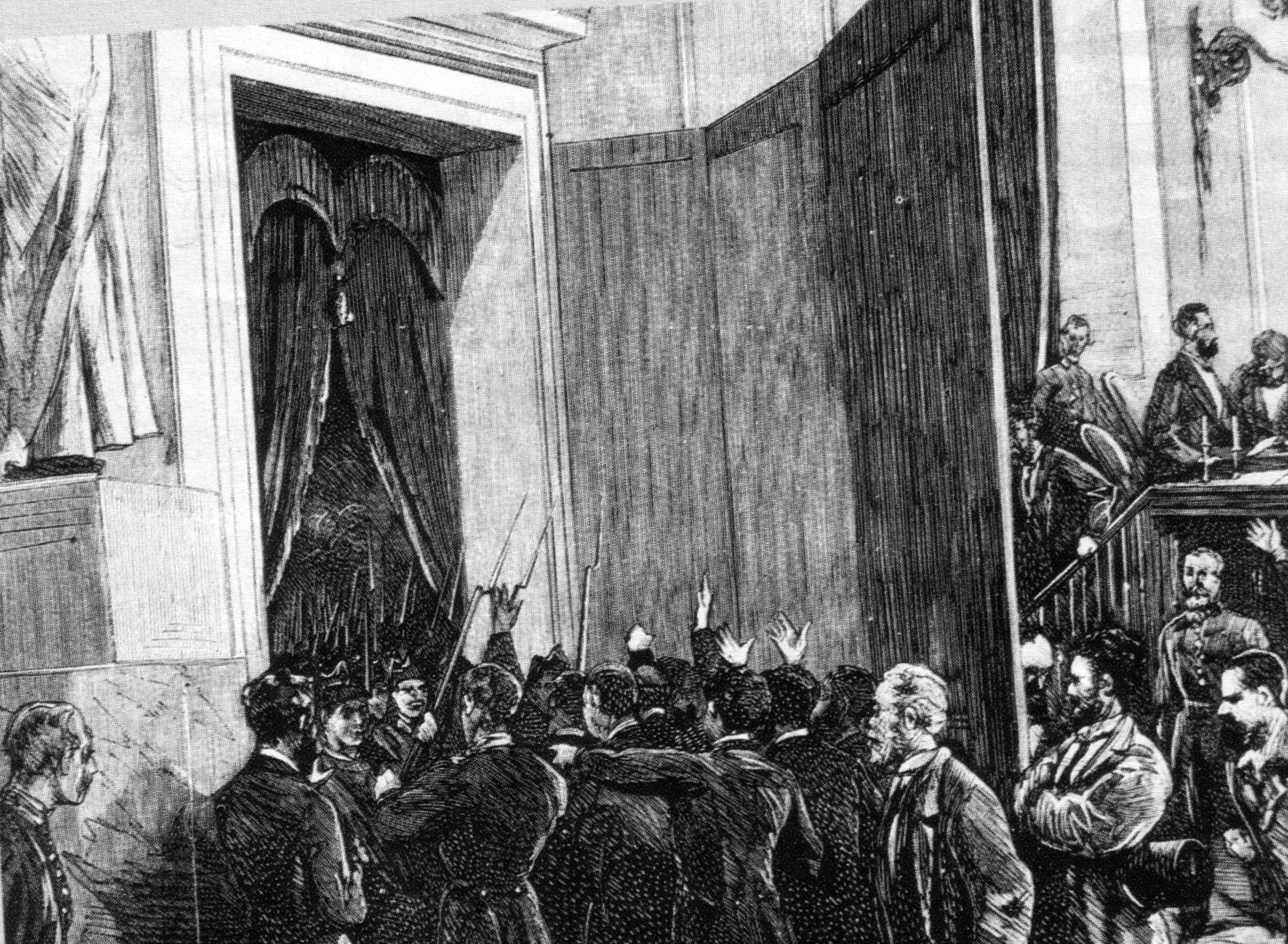
Entrada de las tropas del general Pavía en el Congreso de los Diputados el 3 de enero de 1874. Grabado aparecido en La Ilustración Española y Americana.

En la madrugada del día 3 de enero de 1874 estaban las Cortes reunidas votando un nuevo presidente que sustituyera a Castelar. Dio entonces el golpe de Estado del general Pavía, que en un primer momento ofreció la presidencia del gobierno al dimitido Castelar, que la rechazó sin contemplaciones. Formó gobierno el general Serrano provisionalmente hasta que la monarquía fue restaurada nombrando como rey a Alfonso XII de la dinastía Borbón.
Acontecidos los hechos, Pi y Margall tuvo que abandonar forzosamente la política activa y volvió a su trabajo de abogado. También dedicó su tiempo a la redacción de un libro en el que quedase recogida la ideología republicana y las ideas principales de su breve pero intensa gestión en la República, titulado La República de 1873, que sería prohibido por las autoridades. En mayo de 1874, fue víctima de un atentado en su propia casa, del que resultó ileso. Poco se sabe de la represión que siguió al golpe de Pavía y de la que tuvo lugar en los primeros años de la restauración. El propio Pi y Margall fue detenido y conducido a una prisión andaluza, donde permaneció un tiempo.

### Restauración borbónica
Reinstaurada la monarquía, Pi y Margall continuó su labor periodística reanudando el cultivo de las letras pero permaneciendo fiel a sus convicciones democráticas, republicanas y federales. En 1876 terminó de escribir Joyas literarias y el primer tomo de una Historia general de América. En 1877 publicó Las nacionalidades, obra de síntesis de su pensamiento político donde desarrolló empíricamente la idea de pacto entre los pueblos como principio federativo. Al reorganizarse el Partido Federal en 1880, ocupó su jefatura indiscutible hasta su muerte; fue el autor del proyecto constitucional federal en 1883 y del Programa del Partido Federal de 1894, escritos ambos de propaganda política. A pesar de que Pi y Margall continuó gozando de un gran respeto y reconocimiento, su partido no logró recuperar muchos adeptos.

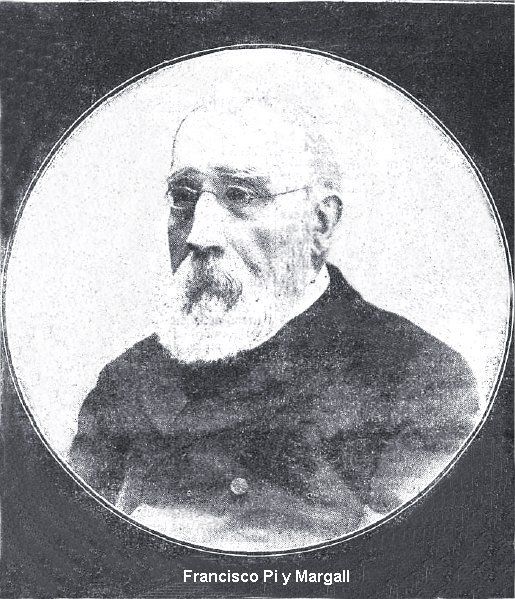
El anciano Pi y Margall en 1900.

En 1881, se separó del republicano catalán Valentín Almirall y del catalanismo. En 1885 resultó elegido concejal del Ayuntamiento de Madrid. En 1890 funda el periódico semanario El Nuevo Régimen, desde donde continuó su actividad política, periodística y literaria. Pi y Margall consideraba su propia tendencia política como federalismo heterodoxo y la defendió en Madrid desde las Cortes, siendo elegido diputado por Figueras en 1881, 1886, 1891 (año del establecimiento del sufragio universal masculino), 1893 y 1901, año de su muerte. Ese mismo año también presidió los Juegos Florales de Barcelona.
En esta última etapa de su vida destaca la campaña que, tanto desde las Cortes como desde El nuevo régimen, emprendió a favor de la independencia cubana y en oposición a la guerra contra los Estados Unidos, país que consideraba modelo de democracia republicana y federal.
Después de una vida política muy activa e importante en el siglo XIX, Francisco Pi y Margall, de setenta y siete años de edad, murió en su casa de Madrid, a las seis de la tarde del 29 de noviembre de 1901.

## Repercusión histórica
Avanzada la segunda mitad del siglo XIX, el viejo tronco del liberalismo, en sus ramas moderada y progresista, había ya fracasado en su intento de construir un Estado moderno. Las burguesías hispanas eran débiles frente a las poderosas fuerzas del Antiguo Régimen; por otra parte, el movimiento obrero era una realidad amenazante para el despegue capitalista. En plena época jalonada de guerras, pronunciamientos y levantamientos populares surgió una generación de intelectuales cuya obra consistió en la demolición ideológica de los viejos conceptos que sustentaban a un Estado caduco y en crisis. Reaccionan así contra el Estado absolutista y confesionalmente católico, centralista y manejado a su antojo por oligarquías. No obstante, este tema dista de ser en sus obras objeto de frías consideraciones jurídicas para convertirse en algo vivo y polémico, llegando los ecos de su discurso y su actividad hasta los comienzos de la Segunda República.
Francisco Pi y Margall es el pensador político de aquella generación que ha ejercido una influencia más profunda y duradera. Destacó como historiador, periodista, crítico de arte, filósofo, jurista y economista. En su obra está presente la tradición hispana de Francisco Suárez y los ilustrados de finales del siglo XVIII, los enciclopedistas franceses, el Romanticismo en su vertiente política y el socialismo utópico de Pierre-Joseph Proudhon. Profundo conocedor de la historia y la literatura de los pueblos peninsulares, en todos sus escritos late un profundo conocimiento de su psicología colectiva y de su realidad política y social.

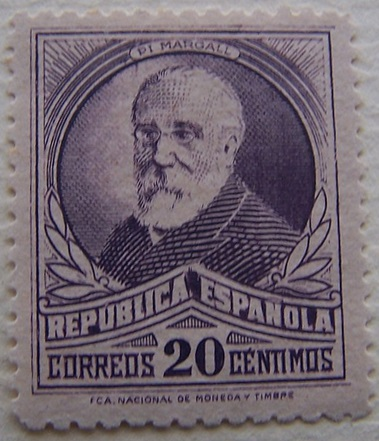
Sello de correos de la II República dedicado a Francisco Pi y Margall

Pi y Margall defendió siempre su ideología republicana federalista contra todos los problemas que se derivaran de ello; y cuando sobrevino el desastre de 1898, en medio de un patrioterismo desaforado, su voz resonó clara: libre autodeterminación de los pueblos, no a las aventuras coloniales y regeneración ciudadana mediante la educación, la cultura y el trabajo. Su doctrina denota la influencia de Hegel, Rousseau y Proudhon; aunque la influencia proudhoniana no intervino en la elaboración del federalismo pactista de Pi y Margall, ya que la obra de este es anterior en este punto a la de Proudhon. El pensamiento de Pi y Margall fue uno de los más revolucionarios del siglo XIX español y, desde el punto de vista del anarquismo, únicamente fue superado por los bakuninistas. Se sitúa en el cruce de demócratas y socialistas de la época, cuya doble vertiente anticapitalista y popularista atraería a los principales dirigentes del movimiento obrero anteriores a la difusión de la Primera Internacional. El propio Pi y Margall tendría una vinculación directa con el movimiento obrero durante el bienio progresista.
La influencia de Pi y Margall, que alcanzó en vida a las pequeñas burguesías republicanas y sectores del movimiento obrero, se extendió a las filas republicanas de izquierda en el primer tercio de siglo XX. Como político y como intelectual fue de una honradez a toda prueba, incluso elogiada por sus enemigos. De su honestidad y progresismo políticos dan fe testimonios de autores tan distantes ideológicamente como Friedrich Engels, Sabino Arana y Federica Montseny.
La complejidad y cohesión del pensamiento de Pi y Margall ha ocasionado que diferentes corrientes políticas —federalistas, anarquistas y catalanistas de izquierda— lo utilizaran como bandera propia, dando a conocer aquellos puntos de la doctrina de Pi y Margall que se avenían a sus propios principios.

## Obras de Pi y Margall
- España: obra pintoresca en láminas (1842-1846).[7]
- Historia de la Pintura (1851).
- Estudios de la Edad Media (1851). Publicado por primera vez en 1873.
- El eco de la revolución (1854).
- La reacción y la revolución (1855).
- Declaración de los treinta (1864).
- El cristianismo y la monarquía (1871).
- La República de 1873 (1874).
- Joyas literarias (1876).
- Las nacionalidades (1877).
- Historia General de América (1878).
- La Federación (1880).
- Constitución federal (1883).
- Observaciones sobre el carácter de Don Juan Tenorio (1884).
- Las luchas de nuestros días (1884).
- Primeros diálogos, sin datar.
- Amadeo de Saboya, sin datar.
- Programa del Partido Federal (1894).
- Historia de España en el siglo XIX. Sucesos políticos, económicos, sociales y artísticos, acaecidos durante el mismo. Detallada narración de sus acontecimientos y extenso juicio crítico de sus hombres, Barcelona: Miguel Seguí, 1902, 8 vols. Con Francisco Pi y Arsuaga.